# F1 (Film)
F1 ist ein US-amerikanisches Actiondrama von Regisseur Joseph Kosinski, der am 25. Juni 2025 in die deutschen und zwei Tage später in die US-amerikanischen Kinos kam. In der Hauptrolle verkörpert Brad Pitt einen ehemaligen Formel-1-Piloten, der aus dem Ruhestand zurückkehrt, um für ein erfolgloses Team das erste Rennen zu gewinnen. Als Produzent fungierte unter anderem der siebenfache Formel-1-Weltmeister Lewis Hamilton, durch den Dreharbeiten während echter Formel-1-Grand-Prix mit nachgebauten Boliden ermöglicht wurden.

## Handlung
Der Rennfahrer Sonny Hayes galt einst als großes Talent innerhalb der Formel 1, musste allerdings nach einem schweren Unfall im Jahr 1993 seine aktive Karriere beenden. Nach mehreren gescheiterten Ehen und einer Glücksspielsucht steht er über 30 Jahre später vor der Privatinsolvenz und muss sich mit Engagements als Fahrer in niedrigeren Rennklassen über Wasser halten. Gerade als er das 24-Stunden-Rennen von Daytona gewinnen konnte, wird er von seinem ehemaligen Teamkollegen Ruben Cervantes kontaktiert, der mittlerweile den Formel-1-Rennstall APXGP besitzt. Sein Team konnte in der bisherigen Weltmeisterschaft noch keinen einzigen Punkt gewinnen, weshalb einer der Fahrer mitten in der Saison absprang. Auch Ruben steht vor der Ablösung, sollte APXGP bis zum Saisonende kein einziges Rennen gewinnen.
Ruben unterbreitet Sonny das Angebot, für die letzten neun Rennen der Weltmeisterschaft als Fahrer einzuspringen, was dieser mit der Aussicht auf eine letzte Chance auf Ruhm annimmt. Bei einer ersten Testfahrt baut Sonny mit dem für ihn ungewohnten Boliden zwar einen Unfall, unterbietet allerdings die Bestzeit des ehrgeizigen Rookies Joshua Pearce, der bei APXGP ebenfalls unter Vertrag steht. Beide Fahrer halten den jeweils anderen für arrogant und überheblich, weshalb zwischen ihnen schon bald eine teaminterne Rivalität entsteht. Als Sonny bei seinem ersten Grand Prix in Silverstone trotz der Weisung des Teamchefs Kaspar Smolinski verhindert, dass der schnellere Joshua ihn überholen kann, kommt es zum Unfall, bei dem beide Fahrer aus dem Rennen ausscheiden.
Zum zweiten Rennen auf dem Hungaroring entschließt sich Sonny dazu, das eigene gute Abschneiden zu opfern, um stattdessen Joshua eine Platzierung in den Punkten zu ermöglichen. Mehrfach löst er durch kleinere Unfälle das Safety-Car aus, weshalb andere Fahrer die Box ansteuern, während Joshua auf der Strecke bleibt und das Rennen schließlich als Zehnter abschließt. In Monza verfolgt Sonny eine ähnliche Strategie, bremst während eines Regenrennens absichtlich nachfolgende Boliden aus und behindert die vorderen Fahrer beim Überrunden, sodass sich Joshua in einer aussichtsreichen Position auf Platz 2 wiederfindet. Ein von Sonny vorgeschlagenes Überholmanöver führt er allerdings nicht richtig aus, sondern kommt von der Strecke ab und überschlägt sich. Joshua wird von Sonny aus dem brennenden Boliden gezogen, muss aufgrund seiner Verletzungen allerdings für drei Rennen pausieren, in denen er durch den Fahrer Luca Cortez ersetzt wird.
Sonny wird von seinem Team dazu aufgefordert, in den nächsten Rennen nicht mit billigen Tricks zu arbeiten, sondern fair um seine Platzierungen zu kämpfen. Gemeinsam mit Kate McKenna, der technischen Direktorin von APXGP, entwickelt er seinen Boliden so weiter, dass das Fahrzeug in Kurven eine höhere Geschwindigkeit erreichen kann. Dieser technische Kniff bringt Sonny mehrere Endplatzierungen in den Top 10 ein, wodurch er schon bald zu einem absoluten Publikumsliebling wird. Dies stachelt erneut die Rivalität zu Joshua an, der Sonny für seinen Unfall verantwortlich macht und ihn bei seiner Rückkehr in Spa auf der Strecke abschießt. Erst durch das Einwirken von Kate können sich beide Fahrer wieder miteinander versöhnen, ehe Sonny und die technische Direktorin ihre Liebe füreinander entdecken.
Vor dem vorletzten Rennen in Las Vegas wird die Euphorie innerhalb des Teams allerdings gebremst, als die FIA auf die von Kate modifizierten Teile der Boliden aufmerksam wird und einen Rückbau fordert. In seiner Wut baut Sonny auf der Strecke einen schweren Unfall und wird von Ruben aus dem Team geworfen. Später kontaktiert ihn das APXGP-Vorstandsmitglied Peter Banning, der den Rennstall zur neuen Saison von Ruben übernehmen und auch Sonny in eine Führungsposition setzen möchte. Banning gibt zu, der FIA den Tipp mit den Bauteilen gegeben zu haben, um einen Sieg der APXGP-Fahrer und damit Rubens Vertragsverlängerung zu verhindern. Sonny lehnt das Angebot ab und überzeugt stattdessen Ruben, ihn beim letzten Rennen antreten zu lassen. Gemeinsam mit Joshua fährt er sich in Abu Dhabi in die Top 5 vor, ehe er einen Unfall baut, durch den die Rote Flagge ausgelöst wird. Mit dem ramponierten Boliden kann Sonny allerdings noch die Box ansteuern, wo sein Fahrzeug während der Rennunterbrechung erfolgreich repariert werden kann. Nach dem Neustart machen Joshua und er dank frischer Reifen weitere Plätze gut und sehen sich nur noch Lewis Hamilton ausgesetzt. Sonny täuscht ein Überholmanöver an, das Hamilton abwehren muss, wodurch Joshua an ihm vorbeiziehen kann. Im Kampf um die Spitze kommt es zwischen beiden Fahrern zu einer Kollision, wodurch Sonny unerwartet das Rennen gewinnt und somit Ruben eine dreijährige Vertragsverlängerung bei APXGP ermöglicht.
Nach seinem Sieg zieht sich Sonny aus der Formel 1 zurück und nimmt an Buggyrennen in der Wüste teil. Kate hatte ihm zuvor versprochen, ihn besuchen zu wollen.

## Produktion

### Entstehung und Besetzung
Bereits im Jahr 2013 unternahmen Regisseur Joseph Kosinski und Schauspieler Brad Pitt einen erfolglosen Versuch, den Rennsportfilm Go Like Hell für 20th Century Fox zu verwirklichen. Das Filmprojekt, in dem der Konkurrenzkampf zwischen Ford und Ferrari während des 24-Stunden-Rennens von Le Mans 1966 thematisiert werden sollte, wurde stattdessen 2019 mit Matt Damon und Christian Bale in den Hauptrollen verfilmt. Kosinski widmete sich hingegen dem Filmprojekt Top Gun: Maverick und kam im Zuge der Produktion mit dem siebenfachen Formel-1-Weltmeister Lewis Hamilton in Kontakt. Beide hatten die Idee für einen von der Dokumentarserie Drive to Survive inspirierten Formel-1-Film, in dem die schwächsten Teams um einen einzigen WM-Punkt kämpfen. Der Produzent Jerry Bruckheimer zeigte sich überzeugt und engagierte im Herbst 2021 Ehren Kruger als Drehbuchautor und Brad Pitt für die Hauptrolle des Rennfahrers Sonny Hayes.
Das fertige Drehbuch wurde Anfang 2022 verschiedenen Filmstudios zum Kauf angeboten. Apple sicherte sich für 130 bis 140 Millionen US-Dollar die Verfilmungsrechte und setzte sich dabei gegen die Mitbieter Paramount, Amazon, Sony, Universal und Netflix durch. Teil des Deals war der finanzielle Aspekt, den Beteiligten neben einer festen Gage auch eine Gewinnbeteiligung am Einspielergebnis und eine Entschädigung für monetäre Verluste im Rahmen einer direkten Streamingveröffentlichung auszuzahlen. So erhielten allein Brad Pitt und seine Produktionsfirma Plan B Entertainment zwischen 40 und 50 Millionen US-Dollar für das Filmprojekt. Lewis Hamilton selbst stellte als Produzent die realistische Darstellung des Rennsports sicher und gewährleistete die Diversität der Darsteller und Produktionsmitglieder. Außerdem stellte er den Kontakt zum Formel-1-Funktionär Stefano Domenicali her, der den Dreharbeiten mit der Aussicht auf eine stärkere Vermarktung im amerikanischen Raum zustimmte, und überzeugte auch die anderen Teams.
Im April 2023 schloss sich Damson Idris als Rennfahrer Joshua Pearce der Besetzung an. Innerhalb des APXGP-Teams verkörpert Kerry Condon die technische Direktorin Kate McKenna, während Javier Bardem als Teambesitzer Ruben Cervantes zu sehen ist. Tobias Menzies spielt das Vorstandsmitglied Peter Banning, Kim Bodnia den Teamchef Kaspar Smolinski, Joseph Balderrama und Will Merrick die Renningenieure Rico Fazio und Nickleby, Abdul Salis den Chefmechaniker Dodge Dowda und Callie Cooke die Mechanikerin Jodie. Daneben verkörpert Sarah Niles Pearce’ Mutter Bernadette, während Samson Kayo als sein Manager Cashman zu sehen ist. Weiteren Nebenrollen übernahmen Shea Whigham, Liz Kingsman, Roșie Dwyer, Luciano Bacheta und Simon Kunz. Auch die echten Formel-1-Fahrer, die FIA, Funktionäre anderer Teams und die britischen Sky-Kommentatoren Martin Brundle und David Croft sind in F1 zu sehen.

### Dreharbeiten und Filmmusik
Der Regisseur Joseph Kosinski verfolgte analog zu seinem Vorgängerfilm Top Gun: Maverick den Plan, bei F1 möglichst viele Aufnahmen auf echten Rennstrecken zu drehen und auf den Einsatz von CGI größtenteils zu verzichten. Die Hauptdarsteller Brad Pitt und Damson Idris sollten dabei selbst Formel-2-Boliden steuern, die von Mercedes im Stile eines Formel-1-Autos designt wurden und Geschwindigkeiten von bis zu 290 km/h erreichen konnten. In Vorbereitung auf die Dreharbeiten durchliefen beide ein viermonatiges Training auf Rennstrecken im Vereinigten Königreich und dem Circuit Paul Ricard in Südfrankreich. Dort testeten sie sich schrittweise über Formel-3-Autos an die Formel-2-Boliden und Kräfte von bis zu 5 g heran. Der Produktion standen insgesamt sechs solcher modifizierter Fahrzeuge zur Verfügung, an denen jeweils bis zu 15 Kameras angebracht wurden. Kosinski setzte dabei auch auf Einstellungen direkt aus den Cockpits, für die Sony ein kleineres und leichteres Kamerasystem entwickelte. An den Außenseiten wurden weitere von Apple bereitgestellte Kameras mit iPhone-Sensoren montiert.
Die Dreharbeiten mit Kameramann Claudio Miranda begannen schließlich Anfang Juli 2023 während des Großen Preises von Großbritannien in Silverstone. Seitens der Produktion wurde dafür das „elfte Rennteam“ APXGP samt eigener Garage gegründet, das während jedes verbliebenen Rennwochenendes der Formel-1-Weltmeisterschaft 2023 mehrere fünf- bis fünfzehnminütige Zeitfenster auf den Strecken erhalten sollte. Innerhalb dieser Intervalle konnten Pitt und Idris sowie weitere Stuntfahrer mit ihren Formel-2-Boliden ohne Gegner auf den Strecken drehen. Filmaufnahmen, in denen ihre Autos während Rennszenen zu sehen sind, wurden hingegen erst während der Postproduktion mithilfe von visuellen Effekten erstellt.
Bereits nach dem ersten Rennen wurde die Produktion Ende Juli 2023 aufgrund des Streiks der Schauspieler-Gewerkschaft SAG-AFTRA unterbrochen. Während Pitt und Idris in der Zwangspause auf dem Circuit of The Americas im texanischen Austin trainierten, drehte Regisseur Kosinski mit Stuntfahrern während den Rennwochenenden in Ungarn, Belgien, Italien, Las Vegas, Abu Dhabi und Japan Second-Unit-Material. Als Ersatzfahrer für Brad Pitt diente dabei der ehemalige Formel-2-Weltmeister Luciano Bacheta, der im Film auch einen Auftritt als Rennfahrer Luca Cortez hat. Nach dem Ende des Streiks wurden die Dreharbeiten im Januar 2024 während des 24-Stunden-Rennens von Daytona fortgesetzt, ehe die Produktion im Juli zur Formel-1-Weltmeisterschaft 2024 zurückkehrte und während der Grand Prix in Großbritannien, Ungarn, Belgien, den Niederlanden, Mexiko und Las Vegas und Großen Preises von Abu Dhabi drehte. Insgesamt entstanden bei vierzehn Rennen Aufnahmen, bei denen Pitt und Idris insgesamt rund 6.000 Meilen zurücklegten. Das Budget soll sich durch die Verzögerungen auf bis zu 300 Millionen US-Dollar erhöht haben, was Kosinski und Bruckheimer als deutlich zu hoch bezeichneten. Andernorts wurde von Kosten von rund 200 Millionen US-Dollar berichtet.
Die Filmmusik komponierte Hans Zimmer, mit dem Regisseur Joseph Kosinski bereits bei Top Gun: Maverick zusammengearbeitet hatte. Das aus 17 Musikstücken bestehende und von Atlantic Records am 27. Juni 2025 veröffentlichte Soundtrack-Album umfasst unterdessen Songs von Künstlern wie Don Toliver, Doja Cat, Dom Dolla, Ed Sheeran, Tate McRae, Rosé, Burna Boy, Roddy Ricch, Raye, Chris Stapleton, Myke Towers, Tiësto, Sexyy Red, Madison Beer und Peggy Gou.

### Veröffentlichung
Ein erster Teaser zum Film wurde am 7. Juli 2024 veröffentlicht, ehe weiteres Bildmaterial am 9. Februar 2025 im Rahmen des Super Bowl LIX folgte. Der offizielle Trailer erschien am 13. März 2025. Die Weltpremiere erfolgte am 16. Juni 2025 in der Radio City Music Hall in New York City. Im Anschluss kam F1 durch Warner Bros. am 25. Juni in die deutschen und zwei Tage später in die US-amerikanischen Kinos. Zu einem späteren Zeitpunkt wird der Film auch ins Programm des Streamingdienstes Apple TV+ aufgenommen werden. Dort wurde zur Bewerbung von F1 ein Trailer mit haptischer Technologie veröffentlicht, bei dem kompatible Geräte synchron zum gezeigten Bildmaterial vibrieren.

## Synchronisation
Die deutschsprachige Synchronisation entstand nach einem Dialogbuch von Markus Jütte und unter der Dialogregie von Marius Clarén bei FFS Film- & Fernseh-Synchron.
| Rolle             | Darsteller     | Synchronsprecher    |
| ----------------- | -------------- | ------------------- |
| Sonny Hayes       | Brad Pitt      | Tobias Meister      |
| Joshua Pearce     | Damson Idris   | Amadeus Strobl      |
| Kate McKenna      | Kerry Condon   | Britta Steffenhagen |
| Ruben Cervantes   | Javier Bardem  | Carlos Lobo         |
| Peter Banning     | Tobias Menzies | Markus Pfeiffer     |
| Kaspar Smolinski  | Kim Bodnia     | Frank Röth          |
| Bernadette Pearce | Sarah Niles    | Madeleine Stolze    |
| Cashman           | Samson Kayo    | Tobias Schmitz      |
| Dodge Dowda       | Abdul Salis    | Asad Schwarz        |
| Jodie             | Callie Cooke   | Friedel Morgenstern |
| Chip Hart         | Shea Whigham   | Erich Räuker        |
| Lisbeth Bampton   | Liz Kingsman   | Johanna von Gutzeit |

## Rezeption

### Altersfreigabe
In den Vereinigten Staaten erhielt F1 von der MPA aufgrund der Sprache und Action ein PG-13-Rating. In Deutschland vergab die FSK eine äquivalente Freigabe ab 12 Jahren. In der Begründung heißt es, der Film thematisiere die Formel 1 und das Rennfahren ebenso wie zwischenmenschliche Beziehungen, Freundschaft, Rivalität und Zusammenhalt im Team. Insbesondere die immersiv inszenierten Rennszenen würden dabei eine intensive Wirkung entfalten. Die Dramatik dieser Passagen sowie die Darstellung wirkmächtiger Unfälle könnten von Zuschauenden ab 12 Jahren jedoch in den Kontext eingeordnet und entsprechend verarbeitet werden. Auch ruhigere Szenen und die sympathisch gezeichneten Hauptfiguren würden ausreichend emotionalen Halt und Gelegenheit bieten, das Geschehen zu reflektieren.

### Kritiken
F1 konnte 83 % der 345 bei Rotten Tomatoes gelisteten Kritiker überzeugen. Das Fazit lautet, angetrieben von Brad Pitts lässiger Anziehungskraft und der dynamischen Regie von Joseph Kosinski schaffe es der Film, seine Vintage-Coolness über die Ziellinie zu bringen. Bei Metacritic erhielt F1 basierend auf 56 Rezensionen einen Metascore von 68 von 100 möglichen Punkten.

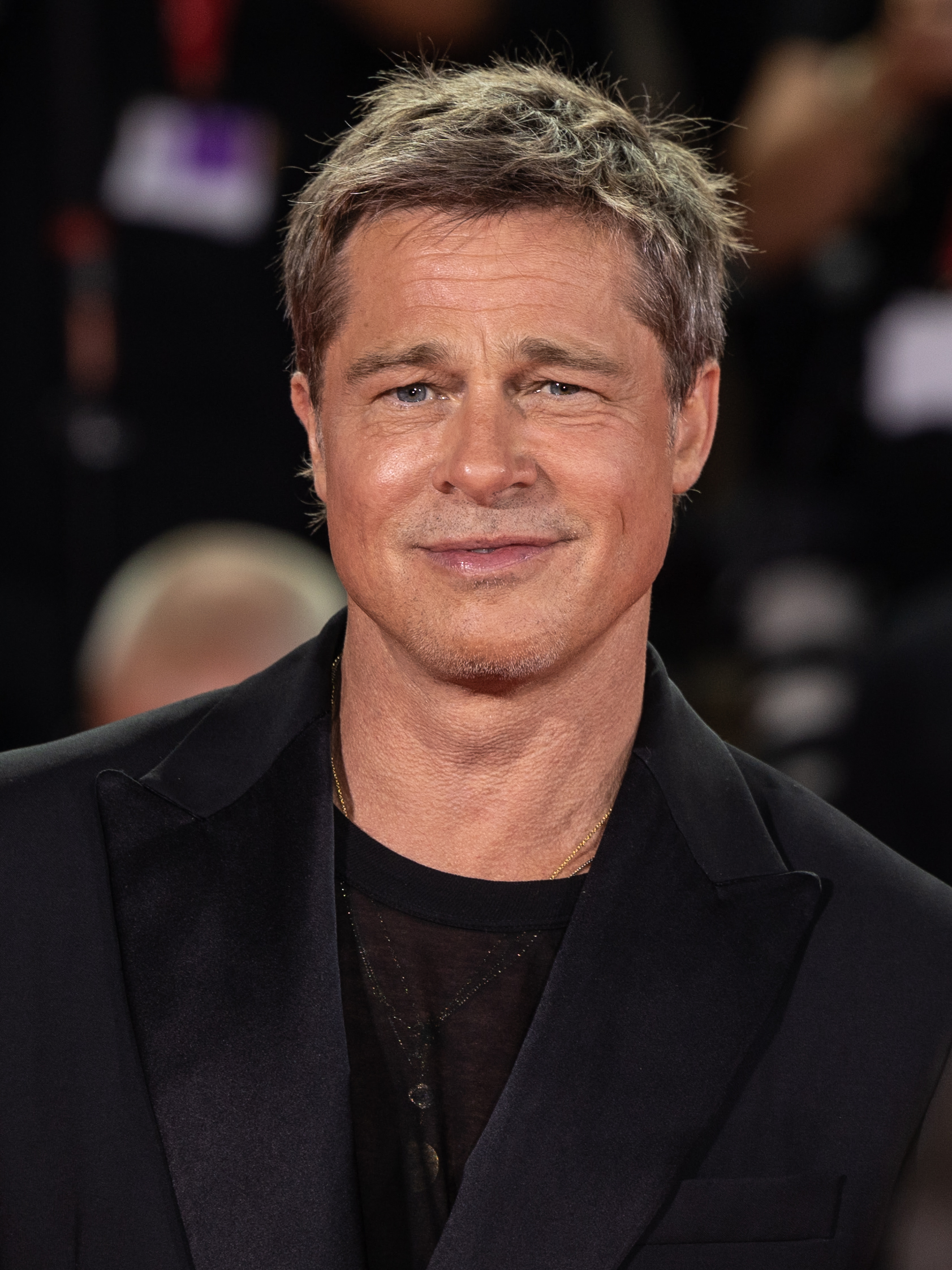
Hauptdarsteller Brad Pitt war bei den Dreharbeiten 60 Jahre alt.

Innerhalb des Fahrerlagers der Formel 1 stieß der Film auf ein größtenteils positives Echo und wurde als gute Repräsentation des Sportes angesehen, wodurch womöglich auch neue Zielgruppen für die Formel 1 begeistern werden könnten. Mehrere Piloten wie Charles Leclerc oder Carlos Sainz stellten allerdings heraus, dass der Film zahlreiche kleinere Fehler enthalte und wie eine etwas zu amerikanische Hollywood-Version des Rennsports wirke. Bereits im Vorfeld entstand so etwa eine Debatte um Brad Pitts Besetzung, der mit 60 Jahren in Realität keine Chance auf einem Startplatz gehabt hätte. Nach der Veröffentlichung wurde ebenso das erstaunlich hohe Maß an gezeigter Rennmanipulation bemängelt, die im Film als heroische Strategie befürwortet werden würde. Pitts Figur wendet so etwa fast ungestraft die „Crashgate“-Taktik an, die für Flavio Briatore in Wahrheit 2009 zu einer lebenslangen Sperre führte.
Als „aufregendes Rennsportdrama“, das vom guten Brad Pitt und dem überzeugenden Damson Idris angetrieben werde, wird F1 von Lovia Gyarkye in ihrer Kritik für den Hollywood Reporter beschrieben. Der Regisseur Joseph Kosinski verstehe dabei die Spannung des Sportes und binde die Formel-1-Realität so eindrucksvoll wie nie zuvor in die fiktive Geschichte ein, was F1 von anderen Genrevertretern wie Rush, Le Mans 66 oder Ferrari unterscheide. Neben teilweise unrealistischen Rennszenen seien die aufregendsten Elemente des Films vor allem die Unterschiede zwischen den Generationen, doch das von Ehren Kruger verfasste Drehbuch deute die echten Probleme der Formel 1 hier nur exemplarisch an. Eine stärkere Thematisierung der fehlenden Diversität des Fahrerlagers hätte bspw. weitere Nuancen zur Beziehung zwischen Pitt und Idris hinzugefügt; so blieben ihre Figuren nur konventionelle Archetypen.
Auch Peter Bradshaw vom Guardian bezeichnet F1 als spektakuläres Macho-Melodrama, das zwar unverschämt kitschig, aber extravagant gedreht sei. Die von Cars abgekupferte Handlung enthalte dabei viel unterhaltsamen Unfug, gebe aber auch einige Geheimnisse des Rennsports auf liebevolle Weise wieder. Insbesondere der Elan, mit dem Joseph Kosinski den Film zusammenstelle, sei sehr unterhaltsam und mache F1 auch für Nicht-Formel-1-Fans zu einem surrealen Erlebnis. Einzig die ständige Markenpräsenz auf dem Bildschirm und die begrenzte Ausdrucksfähigkeit von Brad Pitt, die nur durch die sympathische Darbietung von Kerry Condon ausgeglichen werden könne, werden von Bradshaw kritisch betrachtet.
Kritischere Worte findet hingegen Owen Gleiberman von Variety, der F1 als oberflächlichen Adrenalinrausch bezeichnet, bei dem gut gefilmte Rennszenen allein nicht automatisch für einen guten Film ausreichen würden. Stattdessen verlasse sich F1 allzu sehr auf eine altbekannte Formel, um seine Geschichte zu erzählen, und würfle nur Klischees neu zusammen. Brad Pitt könne einer schon oft gesehenen Figur dabei zwar durchaus einen frischen Anstrich verleihen, doch insbesondere der von Damson Idris verkörperte Joshua Pearce bleibe trotz seines frechen Charismas unterentwickelt. Kosinski fokussiere sich stattdessen auf hochkarätige Rennszenen, die er schwindelerregend schnell und mit einer narkotisierenden Ästhetik inszeniere. Der Zuschauer spüre dabei förmlich den Nervenkitzel und Rausch, könnte durch die bruchstückhafte Erzählweise allerdings auch verwirrt werden. In seinem Versuch, so immersiv wie möglich zu sein, verpasse es F1 so, auf die Besonder- und Feinheiten des Sportes einzugehen, weshalb das Hochgefühl das Publikum im Nachhinein mitunter etwas leer zurücklasse.
Enttäuscht zeigt sich auch Nicholas Barber von der BBC, für den F1 zwar nicht schlecht gemacht sei, insgesamt aber zu glatt wirke. Der von Brad Pitt verkörperte Sonny Hayes habe so etwa keine Schwächen, sondern müsse im Laufe des Films nur einen Teil seiner Arroganz ablegen. Noch problematischer sei die schmeichelhafte und kritiklose Haltung gegenüber der Formel 1, durch die es weder einen richtigen Antagonisten noch nennenswerte Spannung gebe. F1 wirke für Barber daher wie ein Hochglanz-Imagefilm mit so vielen Produktplatzierungen (im Gesamtwert von über 40 Millionen US-Dollar), dass es einfacher sei, sich an Markennamen als an Figuren zu erinnern. Die Darsteller würden zwar ihr Bestes geben, um die zweidimensionalen Charaktere zum Leben zu erwecken, doch das aus Ansammlungen von Underdog-Sportdrama-Klischees zusammengestellte Drehbuch gebe ihnen nur rudimentäre Dialoge.

### Einspielergebnis
Am Startwochenende konnte F1 mit einem Einspielergebnis von rund 55 Millionen US-Dollar die Spitzenposition der US-amerikanischen Kino-Charts erreichen. Auch in Deutschland war das Rennsportdrama im selben Zeitraum mit rund 235.000 verkauften Kinotickets der meistbesuchte Film. Mit weltweiten Einnahmen in Höhe von rund 546,3 Millionen US-Dollar gilt F1 als der erste finanzielle Erfolg von Apple TV+. In Deutschland verzeichnete der Film insgesamt 1.069.327 Kinobesucher.